# Ready, Set, Don’t Go
Ready, Set, Don’t Go – piosenka country z 2007 roku w wykonaniu Billy’ego Raya Cyrusa, która na początku była dostępna na iTunes, a później na płycie Home at Last. Piosenka odniosła największy sukces na listach przebojów od czasów „The Other Side” w 2003, „Busy Man” w 1999 oraz „Achy Breaky Heart” w 1992.
Początkowo miała być solowym projektem, ale w październiku 2007 do piosenkarza dołączyła córka Miley.

## Teledysk
Teledysk do piosenki został wyreżyserowany przez Elliota Lestera. Billy Ray siedzi na walizkach, gra na gitarze i śpiewa piosenkę. Puszczane są rodzinne filmy z małą Miley i kilka ujęć z serialu Hannah Montana. Teledysk miał premierę w lipcu na liście przebojów CMT.
Piosenkę można było usłyszeć częściowo w serialu Hannah Montana.

## Wersja duetowa
Billy Ray i Miley zadebiutowali swoją wersją piosenki 9 października 2007 roku w programie ABC Taniec z gwiazdami. Po występie piosenka była puszczana w rozgłośniach radiowych ze zwiększoną częstotliwością. Billy Ray i Miley wykonywali piosenkę na jeszcze kilku telewizyjnych showach, jakich jak Oprah Winfrey Show i The Tonight Show with Jay Leno.